# Provinciale weg 388
De provinciale weg 388 (N388) is een provinciale weg in de provincie Groningen. De weg verbindt de A7 bij Boerakker met de N361 nabij Vierhuizen. Bij Grijpskerk kruist de weg de N355.
De weg is uitgevoerd als tweestrooks-gebiedsontsluitingsweg met een maximumsnelheid van 80 km/h. In de gemeente Westerkwartier heet de weg Boerakkerweg, Bakkerom, Munnikeweg, Woldweg, Poelweg, Bindervoetpolder, Waardweg, Stadsweg en Nittersweg. In de gemeente Het Hogeland draagt de weg de namen Hunsingoweg en Panserweg.
Tussen Lauwerzijl en Zoutkamp verloopt de weg parallel aan de provinciegrens met Friesland.
N34 · N46 · N351 · N353 · N354 · N355 · N356 · N357 · N358 · N359 · N360 · N361 · N362 · N363 · N364 · N365 · N366 · N367 · N368 · N369 · N370 · N371 · N372 · N373 · N374 · N375 · N376 · N377 · N378 · N379 · N380 · N381 · N382 · N383 · N384 · N385 · N386 · N387 · N388 · N390 · N391 · N392 · N393 · N398

N851 · N852 · N853 · N854 · N855 · N856 · N857 · N858 · N860 · N861 · N862 · N863 · N865 · N910 · N913 · N917 · N918 · N919 · N924 · N927 · N928 · N962 · N963 · N964 · N966 · N967 · N969 · N972 · N973 · N974 · N975 · N976 · N977 · N978 · N979 · N980 · N981 · N982 · N983 · N984 · N985 · N986 · N987 · N988 · N989 · N990 · N991 · N992 · N993 · N994 · N995 · N996 · N997 · N998 · N999

Cursief vermelde wegen zijn voormalige provinciale wegen.